# Lothar Berger
Lothar Hermann Sylvester Berger (* 31. Dezember 1900 in Halberstadt; † 5. November 1971 in Bad Schwartau) war ein deutscher Generalmajor.

## Leben
Lothar Berger war der Sohn eines Oberarztes. Er trat am 25. März 1918 als Fähnrich in das 3. Magdeburgischen Infanterie-Regiment Nr. 66 ein. Mit dem Regiment kämpfte er im Ersten Weltkrieg und wurde verwundet. 1919 wurde er im Baltikum Mitglied der Eisernen Division, Freikorps Riekhoff. Am 30. Juni 1920 nahm er seinen Abschied aus dem Militärdienst.
Berger studierte Mathematik und Physik in Halle und wurde dort während seines Studiums 1920 Mitglied der Burschenschaft Alemannia auf dem Pflug. Ab 1921 war er bis 1923 Vorsitzender der Studentenschaft und des Hochschulrings Deutscher Art in Halle.
Am 2. März 1922 wurde Berger der Charakter als Leutnant a. D. verliehen. Als Fähnrich trat er am 1. Mai 1924 in das 12. Infanterie-Regiment der Reichswehr ein und wurde am 1. Dezember 1924 Leutnant. Am 1. Juli 1934 wurde er zum Hauptmann befördert, war ab 6. November 1936 im Infanterie-Regiment 66 und hier ab 1938 Chef der 12. Kompanie. Zum Major wurde er am 1. Dezember 1938 befördert. Er wurde am 1. September 1939 Kommandeur der III./Infanterie-Regiment 84, mit welchem er den Beginn des Zweiten Weltkriegs kämpfte. Zum Oberstleutnant wurde er am 1. August 1940 mit RDA zum 1. April 1940 befördert und war ab 21. Oktober 1940 bis 1. Januar 1943 Kommandeur der Lehrabteilung I der Infanterieschule. Am 1. April 1942 war er Oberst geworden. Vom 25. Januar 1943 bis 4. September des gleichen Jahres führte er das Grenadier-Regiment 366. Bis 7. Oktober 1943 übernahm er kurz das Jäger-Regiment 721 bei der 114. Jäger-Division in Italien. Am 27. November 1944 – nur eine Woche vor der Befreiung Ravennas – verübte das von Oberst Lothar Berger geführte Jäger-Regiment 721 (114. JD) ein Massaker an der Zivilbevölkerung von Madonna dell’Albero, dem 56 Menschen – 23 Männer, 17 Frauen und 16 Kinder, die jüngsten waren 2 Jahre alt – zum Opfer fielen. Im Rahmen eines Gefechts zwischen Deutschen, Partisanen und kanadischen Truppen zogen die deutschen Soldaten von Haus zu Haus und töteten – vermeintlich auf der Suche nach Partisanen – 15 wehrlose Familien. In der Tagesmeldung vom 27. November 1944 wurde hingegen das Durchkämmen von „Banditen-Nestern“ verzeichnet, bei dem „56 Widerstand leistende Partisanen erschossen“ wurden.
Danach war Berger bis zum 23. Januar 1945 als Kommandant der Befestigung Oppeln eingesetzt. Am 1. Februar 1945 wurde er Führer der Brigade z.b.V. 100. Bereits am 20. März 1945 wurde er mit der stellvertretenden Führung der 208. Infanterie-Division beauftragt. Vom 6. April 1945 war er ebenfalls in Stellvertreterschaft mit der Führung der 75. Infanterie-Division beauftragt. Am 20. April 1945 erfolgte noch seine Beförderung zum Generalmajor.
Von 1945 bis 1946 war Berger zuerst in sowjetischer, dann in britischer Kriegsgefangenschaft. Entlassen zog er nach Marksteft, dann nach Aschaffenburg. Er war als Unternehmer tätig und wurde Vorstandsmitglied der Europa-Union in Bonn. Nach schwerer Erkrankung zog er 1961 nach Göttingen, dann 1970 nach Bad Schwartau, wo er ein Jahr später starb.

## Auszeichnungen
- 1918: Eisernes Kreuz II. Klasse
- 1920: Eisernes Kreuz I. Klasse
- 1935: Ehrenkreuz des Weltkrieges
- 1940: Ritterkreuz des Eisernen Kreuzes
- 1945: Eichenlaub zum Ritterkreuz des Eisernen Kreuzes
- Ehrenblattspange des Heeres
- Infanterie-Sturmabzeichen in Silber
- Verwundetenabzeichen in Gold
- Nahkampfspange
- Bandenkampfabzeichen